# Церква Собору Пресвятої Богородиці (Манаїв)
Церква Собору Пресвятої Богородиці в Манаїві — парафія і храм греко-католицької громади Залозецького деканату Тернопільсько-Зборівської архієпархії Української греко-католицької церкви в селі Манаїв Тернопільського району Тернопільської области. Пам'ятка архітектури місцевого значення.

## Історія церкви
Свою історію парафія починає ще з XVII століття. Храм Собору Пресвятої Богородиці у сучасному вигляді був відбудований у 1927 році. У 1998 році єпископ Михаїл Сабрига освятив новий престол. До 1946 року парафія належала до УГКЦ, а потім перейшла під юрисдикцію РПЦ.
З єпископською візитацією у 2008 році на парафії побував владика Василій Семенюк.
При парафії діють братство Матері Божої Неустанної Помочі, УМХ та Вівтарна дружина. На території парафії встановлено фігури та хрест парафіяльного значення.

## Парохи
- о. Михайло Чайковський (1924—1928),
- о. Іван Ганицький (1928—1935),
- о. Євген Левицький (1935—1938),
- о. Михайло Фанга (1938—1942),
- о. Богдан Корпало (1942—1946),
- о. Павло Борсук (1990—1994),
- о. Олег Дідух (1994—2000),
- о. Василь Чайковський (адміністратор з 2000).